# Sapromyza obesa
Sapromyza obesa är en tvåvingeart som beskrevs av Zetterstedt 1847. Sapromyza obesa ingår i släktet Sapromyza och familjen lövflugor. Arten är reproducerande i Sverige. Inga underarter finns listade i Catalogue of Life.